# Karl Giebel (Politiker)

Karl Giebel

Karl Giebel, auch Carl Giebel (* 26. Mai 1878 in Burg (bei Magdeburg); † 2. November 1930 in Berlin) war ein deutscher sozialdemokratischer Politiker und Gewerkschafter. Er war Gewerkschaftsvorsitzender und Abgeordneter im Reichstag.

## Leben
Karl Giebel wurde als Sohn eines protestantischen Zimmerers geboren. Er besuchte von 1884 bis 1888 die Bürgerschule in Burg und von 1888 bis 1892 die Volksschule in Magdeburg-Neustadt, danach von 1892 bis 1895 absolvierte Giebel eine Lehrzeit als Bürogehilfe in Magdeburg. Bereits während der Lehrzeit trat er im Januar 1894 in den „Verband der Verwaltungsbeamten der Krankenkassen und Berufsgenossenschaften Deutschlands“ ein. Dieser Verband lehnte gewerkschaftliche Kampfmittel ab und versuchte allein durch Petitionen an den Gesetzgeber die soziale Lage der Berufsgenossen zu verbessern. 1897/1898 war er als Bürovorsteher einer Anwaltskanzlei und von 1898 bis 1904 als Angestellter einer Berufsgenossenschaft und der Kaufmännischen Ortskrankenkasse Magdeburg tätig. 1899 trat er in die SPD ein.

### Gewerkschaftliche und politische Tätigkeit bis zum Ersten Weltkrieg
Am 19. Januar 1902 wurde Karl Giebel als Beisitzer in den Bezirksgruppen-Vorstand des „Verbandes der Verwaltungsbeamten der Krankenkassen und Berufsgenossenschaften Deutschlands“ gewählt. Um die Jahrhundertwende zum 20. Jahrhundert kamen innerhalb des Verbandes Strömungen auf, die einen Anschluss an die übrige Gewerkschaftsbewegung befürworteten. Ein Zentrum dieser innerverbandlichen Strömungen war neben Berlin Magdeburg. Giebel befürwortete hierbei vor allem das Verbandsorgan Volkstümliche Zeitschrift für praktische Arbeiterversicherung zu einem Kampfinstrument zu machen und hierfür einen hauptamtlichen Redakteur einzustellen, unterstützte aber auch Forderungen aus Berlin, sich der Generalkommission der Gewerkschaften Deutschlands anzuschließen. Während des 5. Verbandstag vom 8. bis 9. September 1902 wurde durch Karl Giebel eine Misstrauensresolution gegen den Verbandsvorstand eingebracht, die akzeptiert wurde. Der ebenfalls gestellte Antrag auf Anschluss an die Generalkommission verfehlte knapp sein Ziel. Nach dem Rücktritt des alten Vorstandes wurde Giebel der neue ehrenamtliche Vorsitzende des Verbandes.
Giebel rückte seinen Verband näher an die Generalkommission der Gewerkschaften, mit seiner Wahl setzte die eigentliche gewerkschaftliche Tätigkeit des Verbandes ein. Im Januar 1904 wurde er als 2. Vorsitzender in die „Breslauer Kommission“ gewählt, die zum Krankenkassentag 1904 über die Regelung von Gehalts- und Angestelltenverhältnisse berichten sollte. Vom 1. Oktober 1904 bis zum 31. Dezember 1905 war er beruflich als hauptamtlicher Arbeitersekretär in Düsseldorf tätig und führte den seit 1902 in Magdeburg beheimateten „Verband der Verwaltungsbeamten der Krankenkassen und Berufsgenossenschaften Deutschlands“ von Düsseldorf aus. 1905 wurde er zum hauptamtlichen Vorsitzenden des Verbandes wiedergewählt und konnte im Verbandstag einen Resolutionsentwurf zugunsten des Anschlusses an die Generalkommission der Gewerkschaften Deutschlands durchsetzen. Er übersiedelte daraufhin nach Berlin. Ab 1906 war er auch Verleger der Volkstümlichen Zeitschrift für praktische Arbeiterversicherung. Ebenfalls 1906 konnte Giebel den Abschluss des ersten Tarifvertrages für die Angestellten der Krankenkassen und Berufsgenossen erreichen.
Karl Giebel verfolgte mit Billigung der Generalkommission der Gewerkschaften das Ziel einen Zusammenschluss seines Verbandes mit dem „Zentralverein der Bureauangestellten Deutschlands“ zu erzielen. Im Februar 1908 kam es zu einer Verschmelzungsvereinbarung, bei der Giebel als Vorsitzender des größeren Verbandes als Vorsitzender des gemeinsamen „Verbandes der Bureauangestellten“ vorgesehen war. Auf gemeinsamen Verbandstag der organisierten Verwaltungsbeamten und Bureauangestellten vom 18. bis 21. April 1908 wurde er entsprechend zum Vorsitzenden der Organisation gewählt, zu seinem Stellvertreter wurde Gustav Bauer gewählt. Auf dem 2. Verbandstag 1911 wurde er einstimmig wiedergewählt. Während seines Vorsitzes arbeitete er eng mit den Sozialdemokraten mit dem Ziel der Verbesserung der Reichsversicherungsordnung zusammen und galt als Experte für Versicherungsfragen. Bei den Kongressen der Gewerkschaften Deutschlands 1908, 1910, 1911, 1914 und 1915 war er Delegierter. 1914 wurde er in die für die Festsetzung der Gehälter der Gewerkschaftsangestellten zuständigen Kommission für Gehaltsregulierung gewählt. Er war Delegierter auf den SPD-Parteitagen zwischen 1910 und 1913. 1912 wurde Karl Giebel im Wahlkreis Cottbus-Spremberg im zweiten Wahlgang mit 53,6 % der Stimmen in den Reichstag gewählt. Im Reichstag saß er im Sozialpolitischen Ausschuss und galt als bester parlamentarischer Experte bei Sozialversicherungsfragen.

### Betätigung im Ersten Weltkrieg und während der Weimarer Republik
Während des Ersten Weltkrieges gehörte Karl Giebel zu den Gewerkschaftern und Politikern, die die Kriegspolitik der Generalkommission und der Mehrheit der Sozialdemokratie vertraten. Während des Krieges versuchte Giebel vor allem die Mitwirkungsmöglichkeiten von Arbeitern und Angestellten in den Betrieben und das Frauenwahlrecht für Gremien der Sozialversicherung im Reichstag durchzusetzen. Er war Delegierter der Parteikonferenz 1916 und auf den Parteitagen von 1917, 1919 und 1922. Beim 3. Verbandstag des „Verbandes der Bureauangestellten Deutschlands“ Anfang November 1918 wurde er einstimmig wiedergewählt, musste aber eingestehen, dass der Krieg verloren war.
Am 20. November 1918 bis zum 20. Januar 1919 wurde er von Friedrich Ebert beauftragt die nunmehr sozialdemokratische Reichsregierung bei der Oberste Heeresleitung zu vertreten und anschließend als Beigeordneter des Staatssekretärs ins Reichsmarineamt entsandt. Während und kurz nach dem Krieg wurden Verhandlungen mit dem „Zentralverband der Handlungsgehilfen“ über einen Zusammenschluss der Gewerkschaften aufgenommen. Der von Karl Giebel geführte „Verband der Bureauangestellten“ war unter seiner Führung seit dem Zusammenschluss von 1908 (etwa 4.500 Mitglieder) bis Ende 1918 auf 27.804 Mitglieder angewachsen, zuletzt vor allem durch Eintritte aus dem Bereich der Militärverwaltung. Da der Vorsitz des „Zentralverbandes der Handlungsgehilfen“ aus Sicht Giebels zu linkslastig war, gestalteten sich die Verhandlungen etwas kompliziert, schließlich stellte Giebel sogar ein Ultimatum, dass der Zusammenschluss nur möglich sein sollte, wenn das Vorstandsmitglied des Zentralverbandes und Redakteur des Organs des „Zentralverbandes der Handlungsgehilfen“ Paul Lange nicht mehr Mitglied des Vorstandes sein sollte, da dieser ein prominenter Funktionär der KPD war. Es kam zu einem Kompromiss, nachdem Lange zwar Redakteur blieb, aber nicht mehr in den Vorstand gewählt wurde. So konnte zum 1. Oktober 1919 eine Verschmelzung beider Organisationen zum „Zentralverband der Angestellten“ beschlossen werden. Giebel wurde zu einem der gleichberechtigten Vorsitzenden des Zentralverbandes mit insgesamt über 300.000 Mitgliedern gewählt. In dieses Amt wurde er beim ersten Verbandstag 1921 wiedergewählt.
Nachdem der 2. Weltkongress der Kommunistischen Internationale Grundsatzentscheidungen zum Umgang mit Gewerkschaften getroffen hatte, unter anderem sollten kommunistische Zellen gebildet werden, setzte Giebel, diesmal unter Mitwirkung von Paul Lange, einen Beschluss durch, dass für bezahlte Angestellte des Verbandes eine Mitgliedschaft in der kommunistischen Partei unvereinbar mit der Tätigkeit für die Gewerkschaft sei. Lange trat in diesem Zusammenhang zur SPD über.
Giebel wurde bei den Reichstagswahlen 1919, 1920 und im Dezember 1924 im Wahlkreis 6 (Frankfurt an der Oder) als Abgeordneter der SPD in den Reichstag gewählt, wie bereits vor und während des Krieges gehörte er dort dem Sozialpolitischen Ausschuss an. Er engagierte sich auf Grund seiner Nachkriegserfahrungen aber auch bei militärpolitischen Angelegenheiten. Hauptsächlich konzentrierte er sich auf ein „Arbeitsnachweisgesetz“, mit dem die Grundlagen für eine modernere Arbeitsverwaltung in Deutschland gelegt wurden.
Karl Giebel erlitt März 1924 einen Schlaganfall, wurde auf dem 2. Verbandstag des „Zentralverbandes der Angestellten“ im Juni 1924 als Vorsitzender wiedergewählt, trat auf dem 3. Verbandstag im Mai 1927 aber endgültig zurück und legte 1927 auch sein Reichstagsmandat nieder.